# Assassin's Creed: Underworld
Assassin's Creed: Underworld è un romanzo del 2015 scritto da Anton Gill (scritto con lo pseudonimo Oliver Bowden).
Il romanzo è liberamente ispirato dalla serie videoludica Assassin's Creed, più precisamente su Assassin's Creed: Syndicate.

## Edizioni
- Olive Bowden, Assassin's Creed: Underworld, 1ª ed., Cles, Sperling & Kupfer, 2015,  p. 400.